# Anoetsjina
Anoetsjina (Russisch: Анучина, Japans: 秋勇留島; Akiyuri-tō) of Akijoeri is een eiland van de door Rusland bestuurde eilandenarchipel de Koerilen, die onderdeel vormt van de eilandengroep Chabomai. Het eiland is vernoemd naar de Russische geograaf, antropoloog en etnograaf Dmitri Anoetsjin.
Afgezien van het rotseilandje Oedivitelnaja is Anoetsjina het zuidelijkste Koerileneiland. Het eiland is onbewoond.
Anoetsjina ligt op 13,7 kilometer ten oosten van de Japanse Kaap Nossapu en ongeveer 4 kilometer ten zuidwesten van het eiland Joeri. Het eiland heeft een gemiddelde hoogte van 37 tot 42 meter en wordt omringd door onderzeese riffen en kliffen. De kusten van het eiland zijn moeilijk te bereiken. Het eiland is begroeid met grasland met hier en daar wat struikgewas en moerassen. Het eiland is onderdeel van de zapovednik Koerilski.
Op de zandige noordkust lag eens het Japanse dorpje Utamue, waar op kombu werd gevist. Tussen 18 en 21 augustus 1945 werd het met de andere Koerilen ingenomen door het Rode Leger in de nadagen van Operatie Augustusstorm.

## Externe link

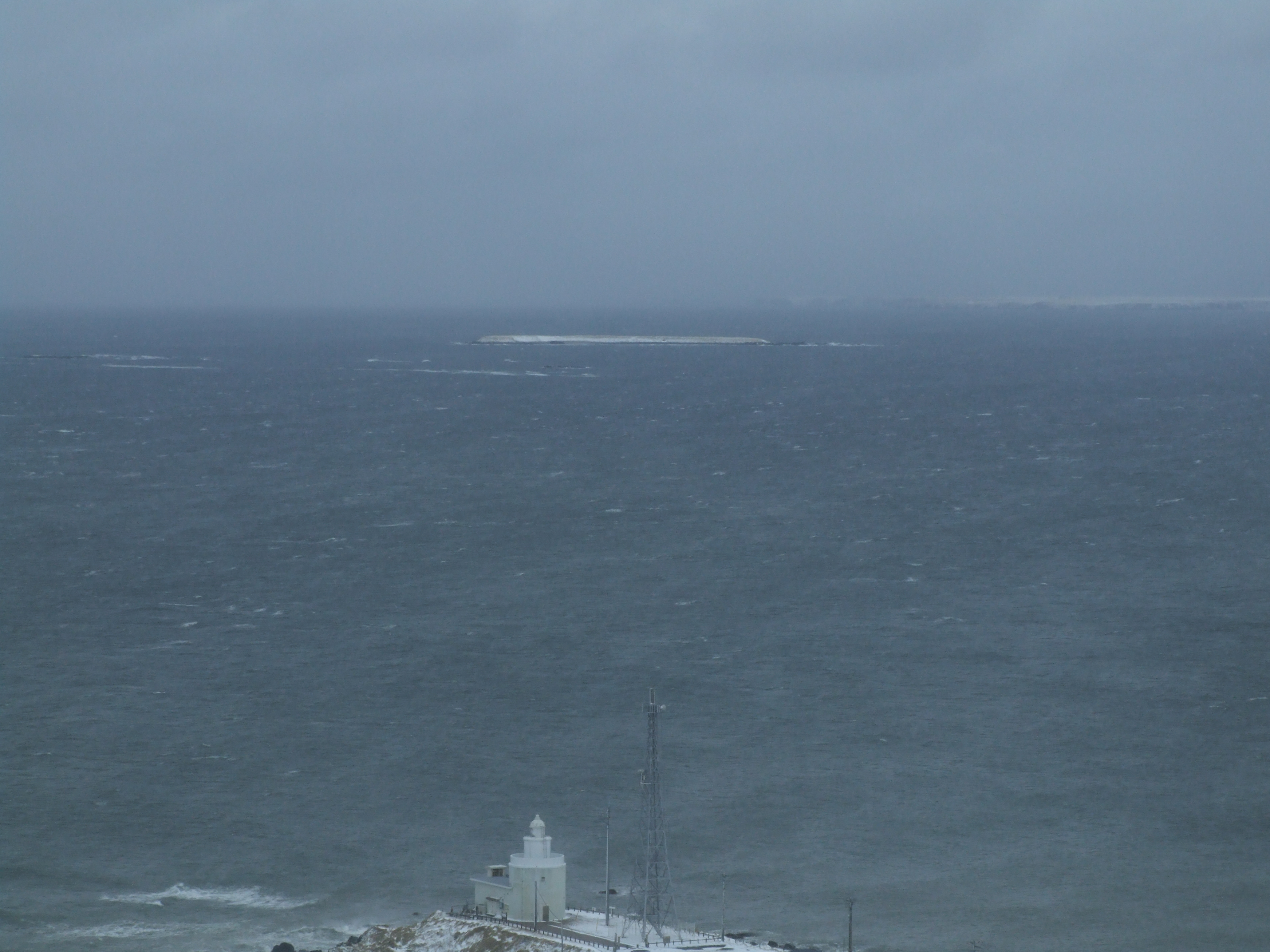
Anoetsjina (centraal) met links ervoor het rotseilandje Oedivitelnaja en rechtsboven het eiland Joeri gezien vanaf de Japanse Kaap Nossapu op Hokkaido